# Thryssa purava
Thryssa purava es una especie de pez del género Thryssa, familia Engraulidae, orden Clupeiformes. Fue descrita científicamente por Hamilton en 1822.
Es una especie inofensiva para el ser humano y posee un escaso valor comercial. Las crías se alimentan de larvas de gambas y pequeños peces.

## Descripción
La longitud estándar es de 15,5 centímetros.

## Distribución y hábitat
Se distribuye por el océano Índico: en las costas orientales de la India; posiblemente también Birmania. Habita en lagunas, estuarios y zonas costeras donde puede alcanzar los 50 metros de profundidad.